# 잭 로버츠
잭 로버츠(Jack Roberts, 1979년 1월 1일 ~ )는 미국의 배우, 영화배우이다.

## 영화
- 테러 툰즈 (2002년)
- 멀티플 매니악 (1970년)
- 회상 속의 연인 (1954년)
- 원한의 도곡리 다리 (1954년)
- 히어 컴 더 걸스 (1953년)
- 비장의 술수 (1951년)
- 럭키 조단 (1942년)
- 스타 스팽글드 리듬 (1942년)
- 딕 트레이시스 G-멘 (1939년)
- 딕 트레이시 리턴즈 (1938년)
- 조로 - 볼드 카발레로 (1936년)